# Ébouleau
Ébouleau är en kommun i departementet Aisne i regionen Hauts-de-France i norra Frankrike. Kommunen ligger  i kantonen Sissonne som ligger i arrondissementet Laon. År 2022 hade Ébouleau 173 invånare.

## Befolkningsutveckling
Antalet invånare i kommunen Ébouleau
Referens: INSEE